# Chilehaus
Chilehaus je desetipodlažní kancelářská budova v německém Hamburku. Nachází se ve čtvrti Kontorhausviertel. Jedná se o výjimečný příklad architektury cihelného expresionismu 20. let 20. století. Byla navržena německým architektem Fritzem Högerem a vystavěna mezi roky 1922 a 1924. Objednatelem byl rejdařský magnát Henry B. Sloman, který dosáhl bohatství při obchodování s chilským ledkem. Využitelná kancelářská plocha je 25 200 m². V současné době je majetkem německé realitní společnosti Union Investment Real Estate AG.
V roce 2015 byl Chilehaus a další budovy v Kontorhausviertel, společně s nedalekým Speicherstadtem, zapsán na seznam světového kulturního dědictví UNESCO.

## Fotogalerie

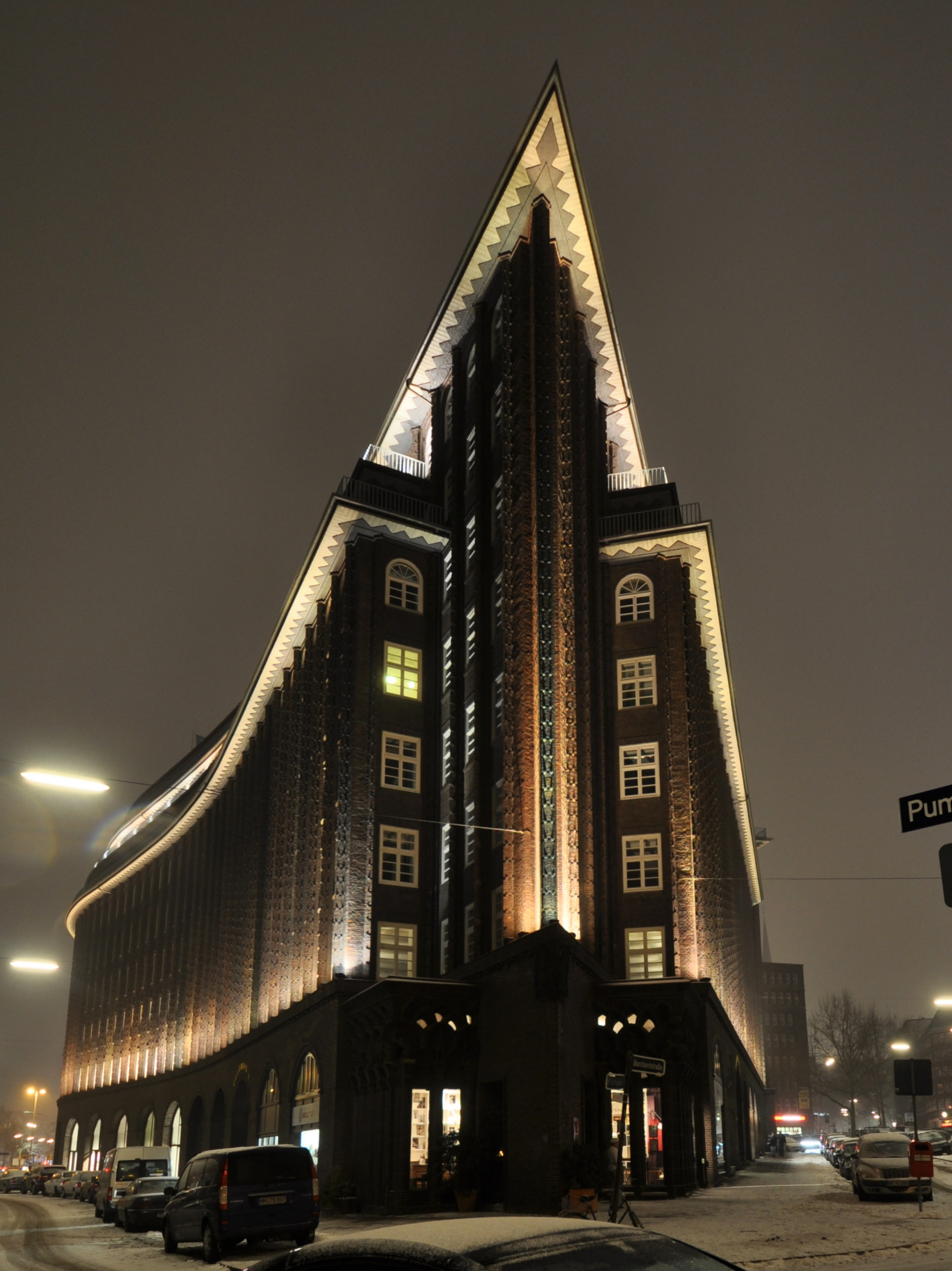
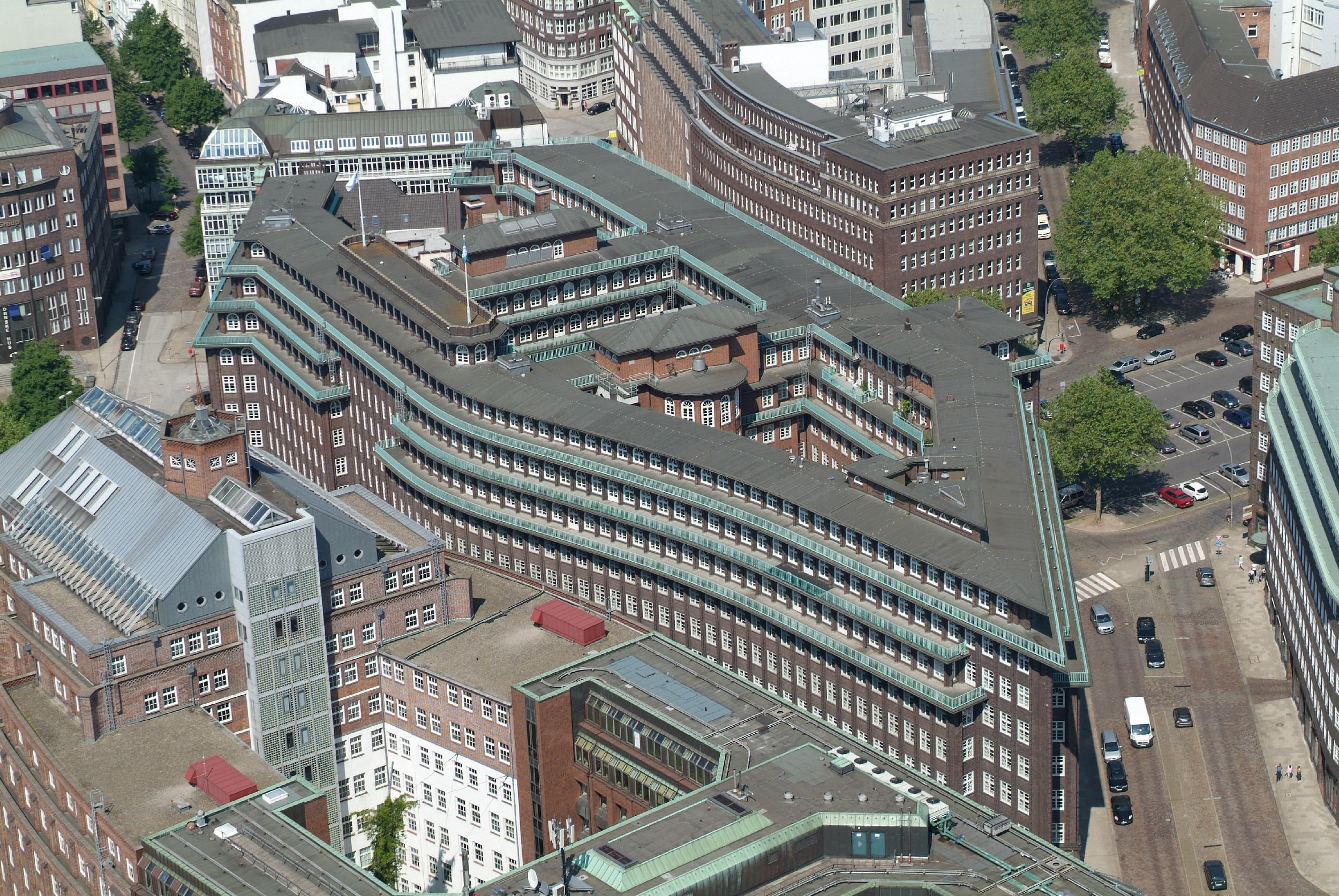
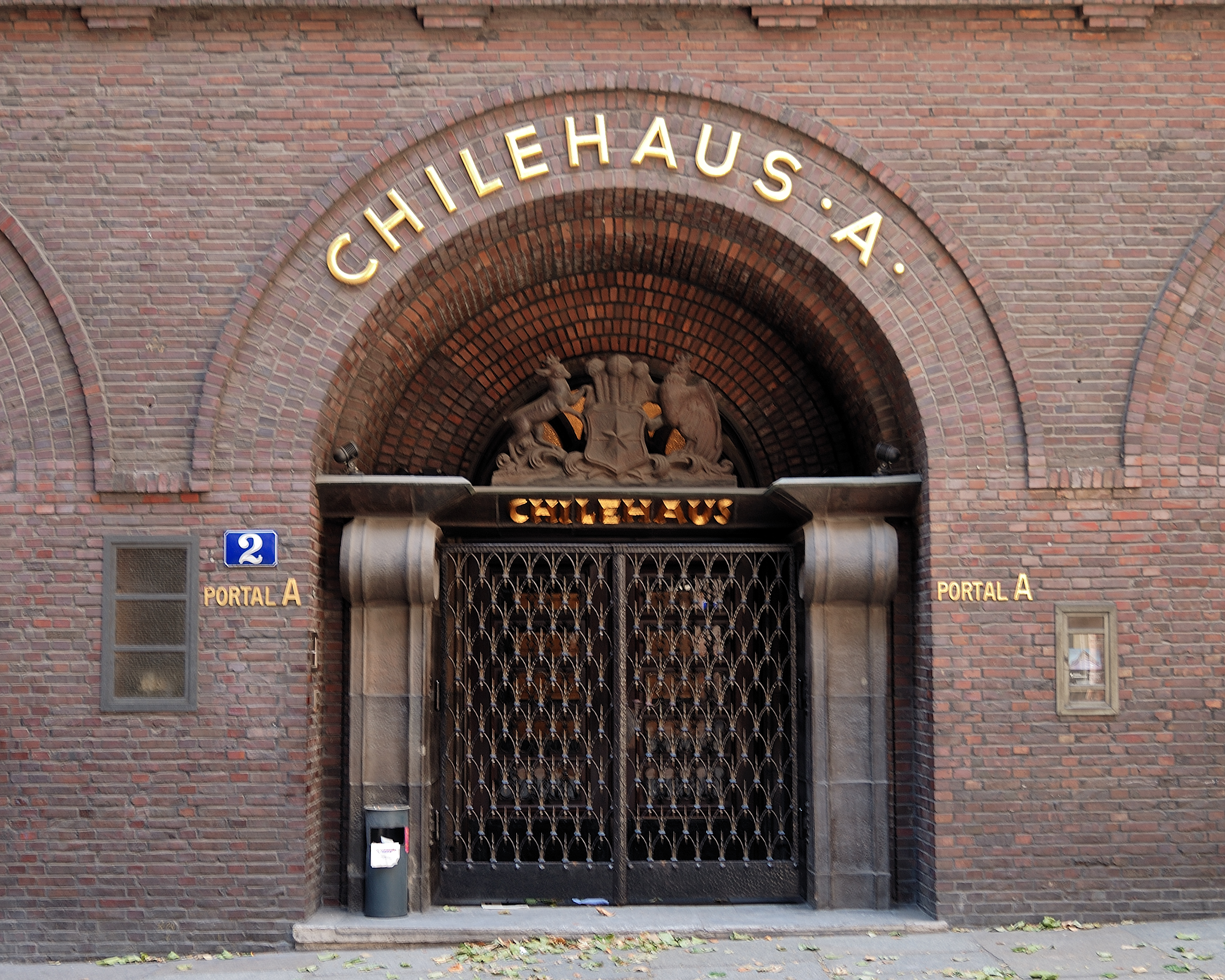
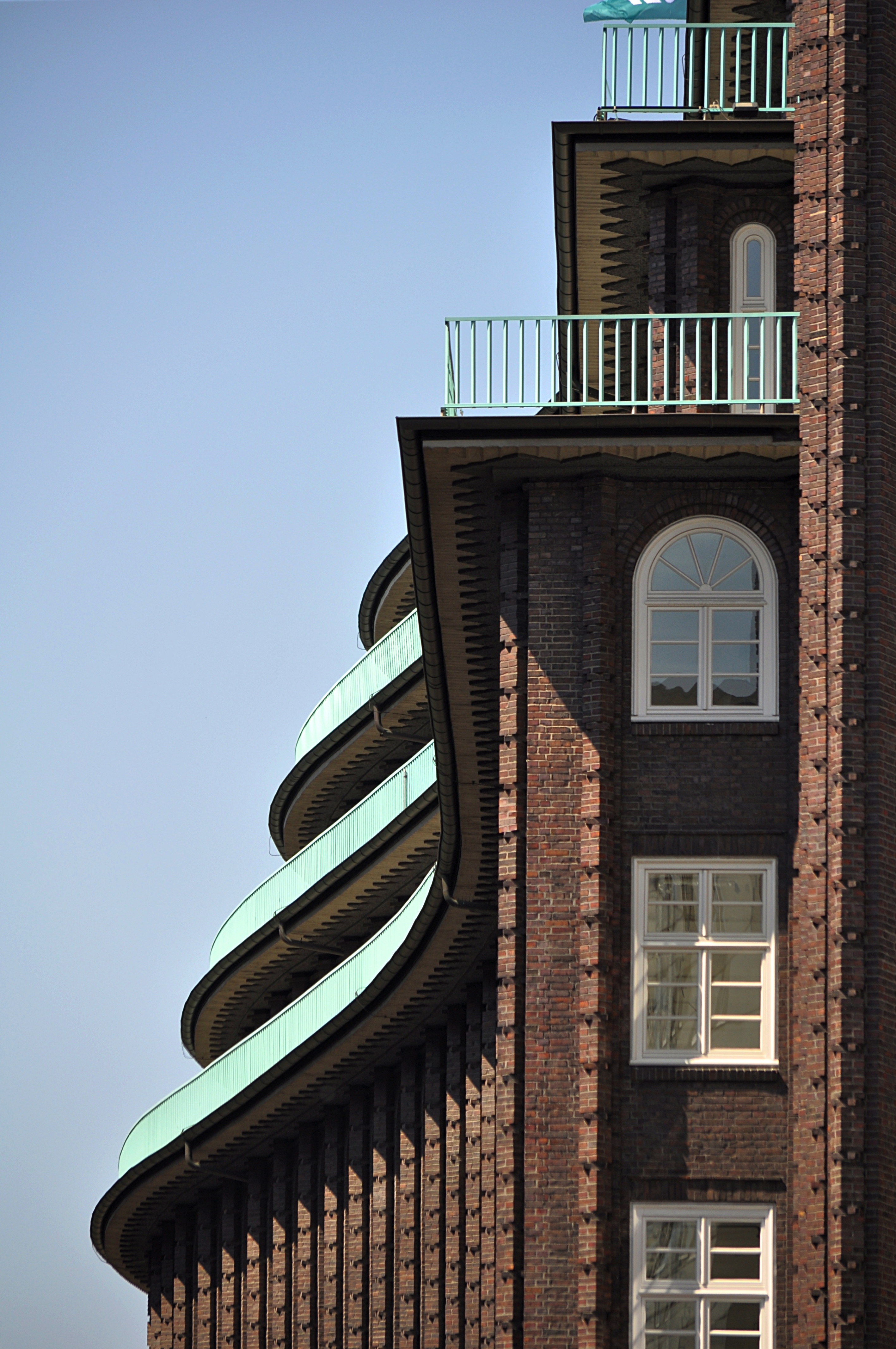
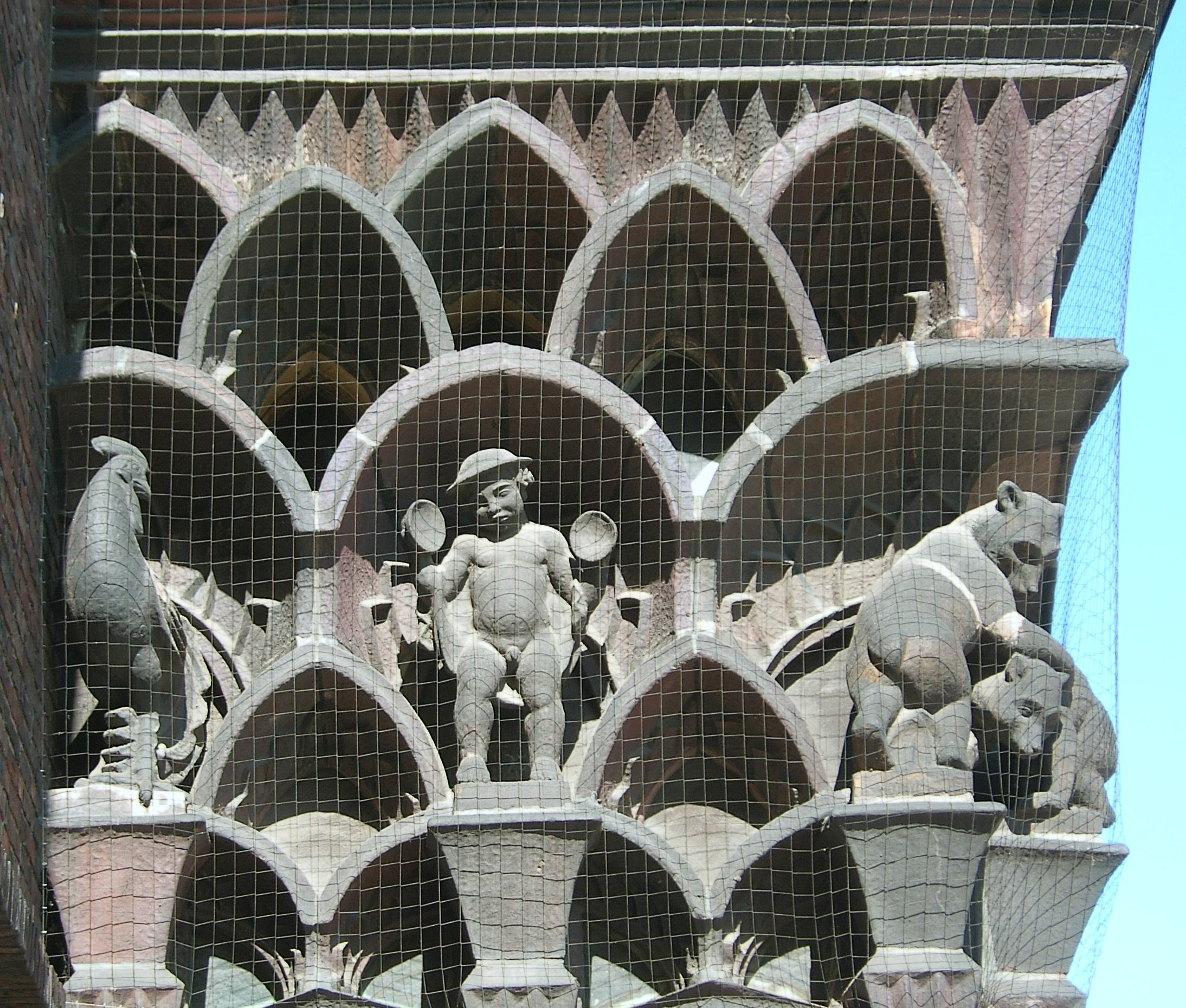
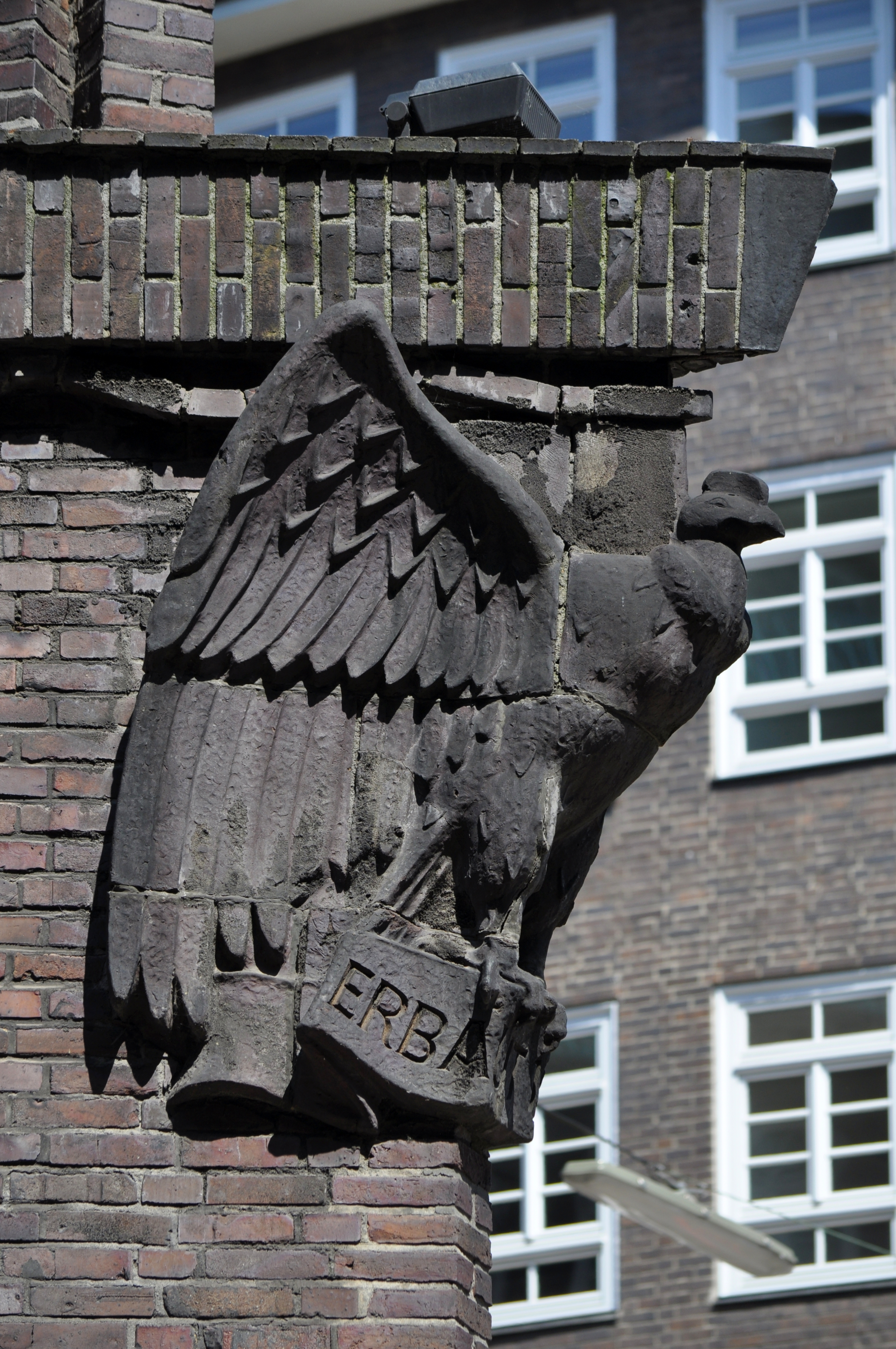
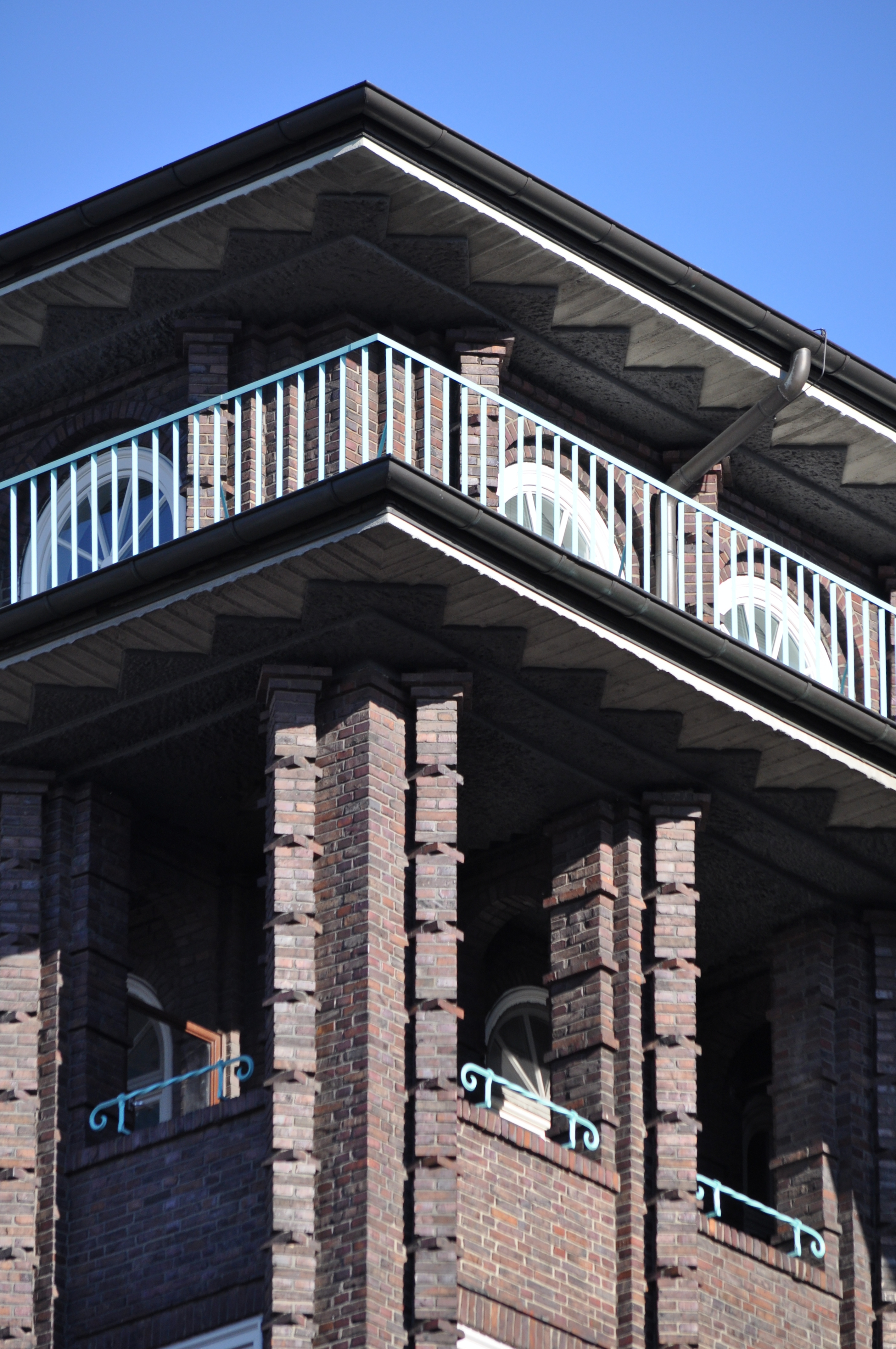
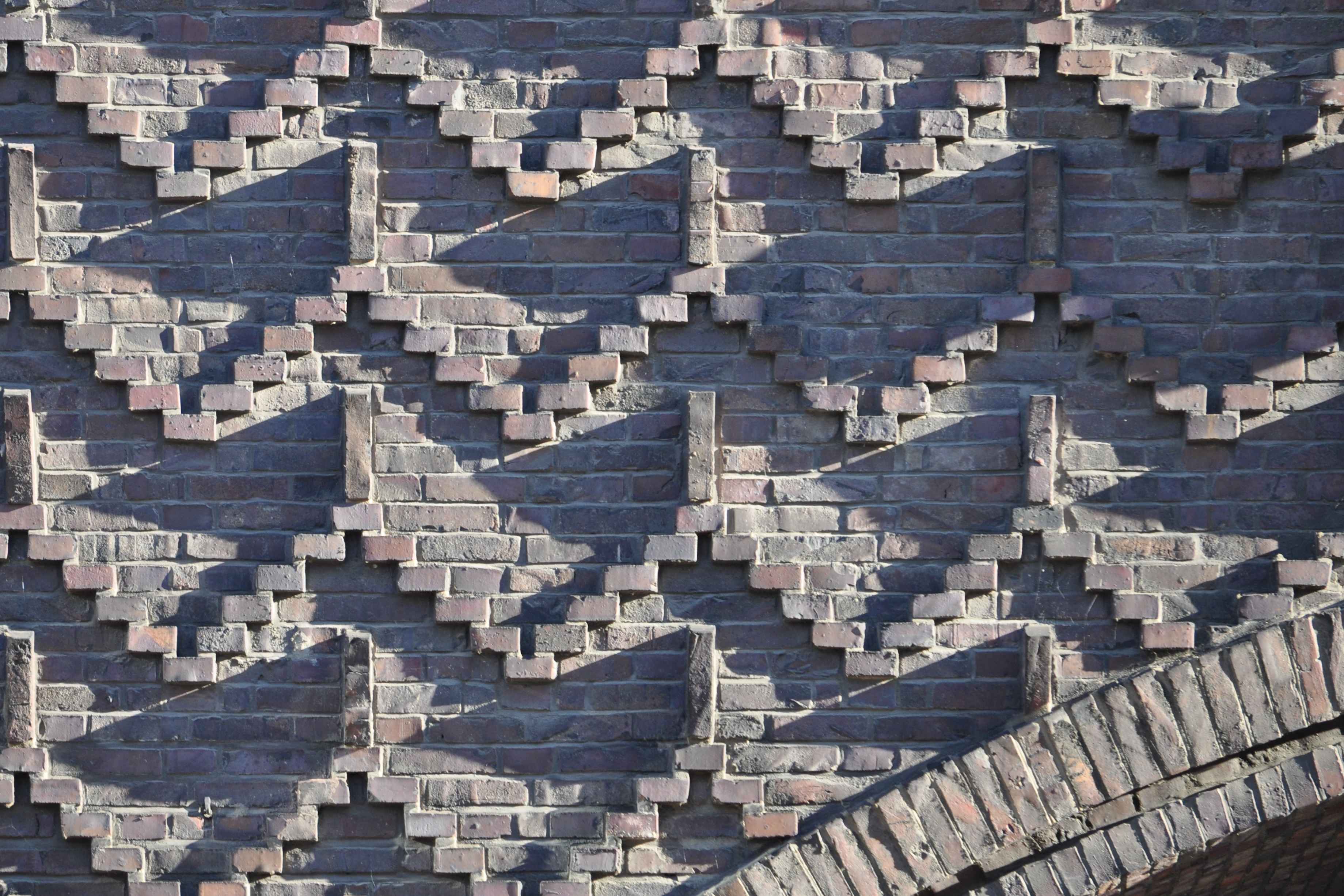
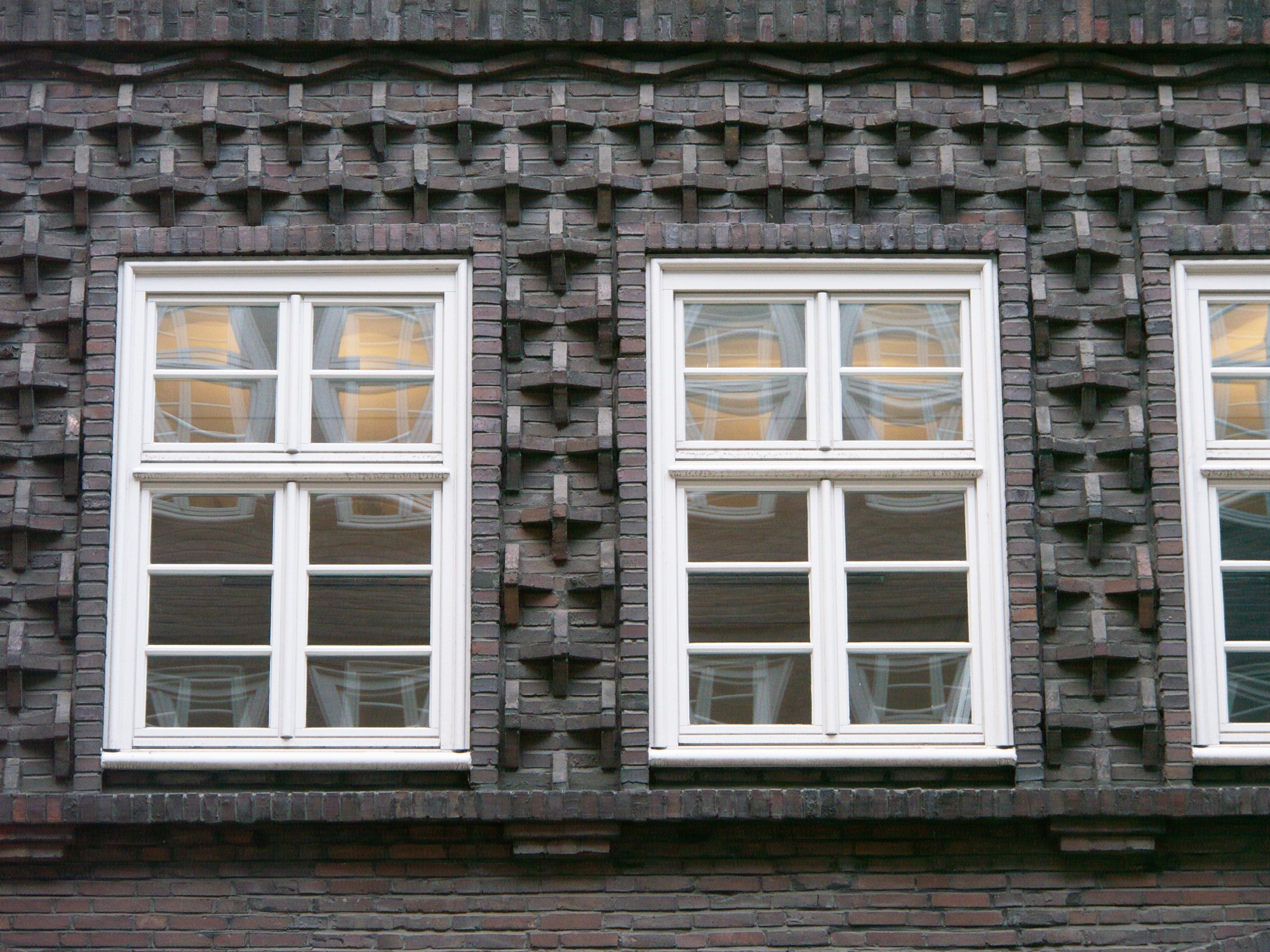
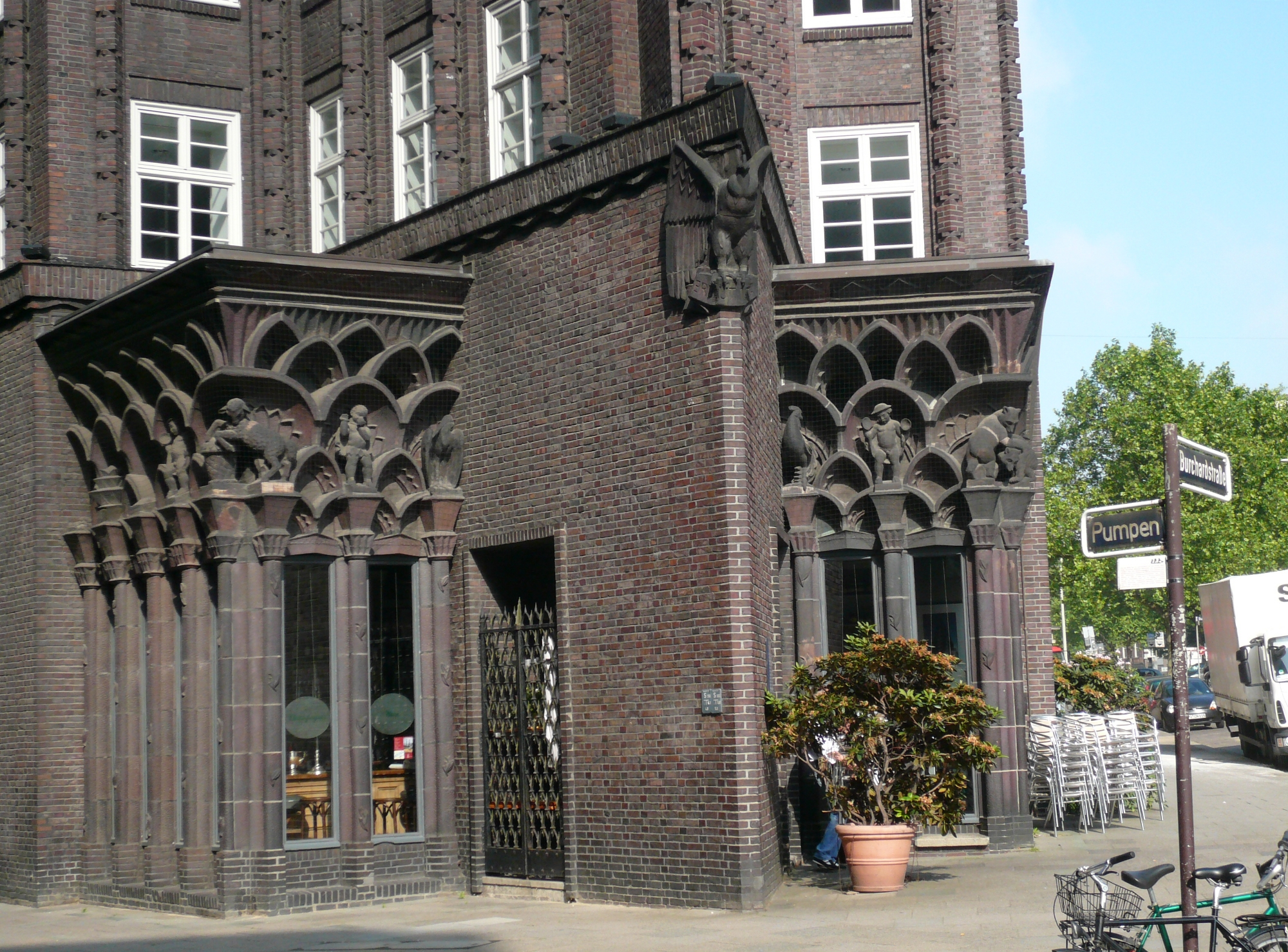
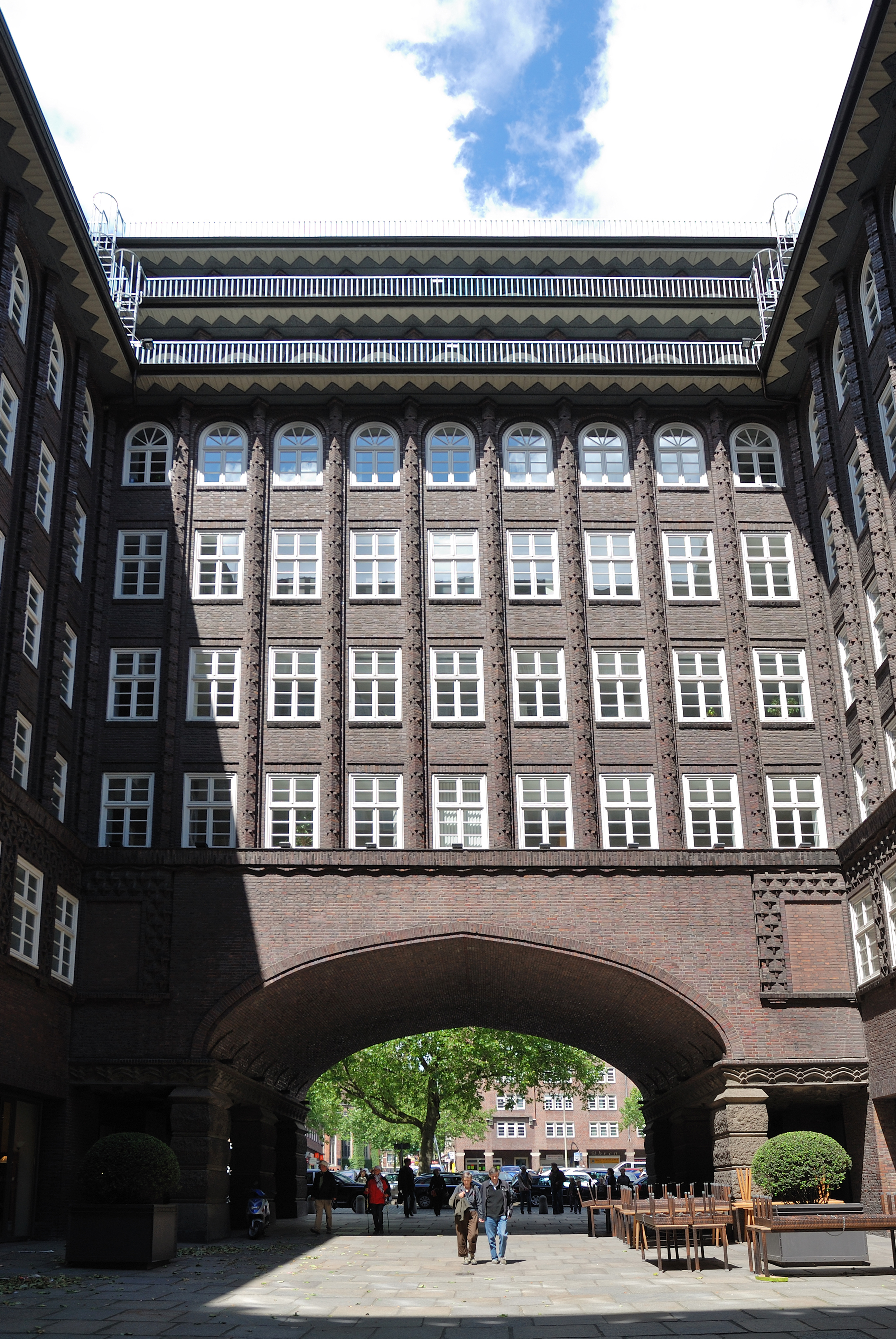